# Veronica vendettadeae
Veronica vendettadeae är en grobladsväxtart som beskrevs av Albach. Veronica vendettadeae ingår i släktet veronikor, och familjen grobladsväxter. Inga underarter finns listade i Catalogue of Life.